# Terkul
Terkul is een bestuurslaag in het regentschap Bengkalis van de provincie Riau, Indonesië. Terkul telt 3535 inwoners (volkstelling 2010).